# Báze (lineární algebra)
Práci s vektorovými prostory i samotnými vektory lze velmi ulehčit zavedením pojmu báze vektorového prostoru (krátce jen báze, angl. basis, pl. bases). Jedná se o množinu jistým způsobem výjimečných vektorů z daného vektorového prostoru, pomocí níž jsme schopni vyjádřit libovolný vektor tohoto prostoru. Pojem báze úzce souvisí s pojmem dimenze vektorového prostoru. Zatímco dimenze nám říká, kolik parametrů potřebujeme na popsání libovolného vektoru v daném prostoru, báze je množina vektorů, ze kterých jsme schopni tento vektor sestrojit, známe-li tyto parametry.

## Motivace

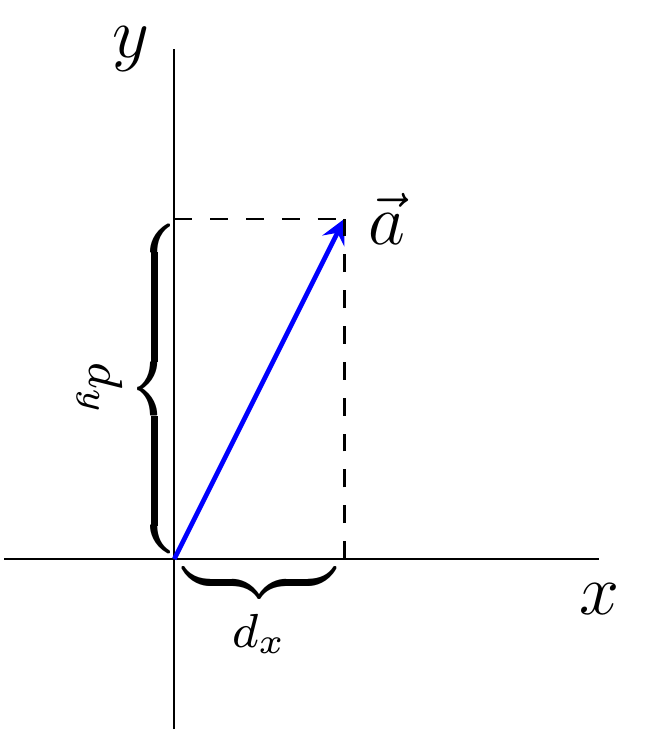
Obr. 1.: Vektor v rovině s vyznačenou souřadnou soustavou. Číslo představuje x-ovou souřadnici vektoru a číslo jeho y-ovou souřadnici.

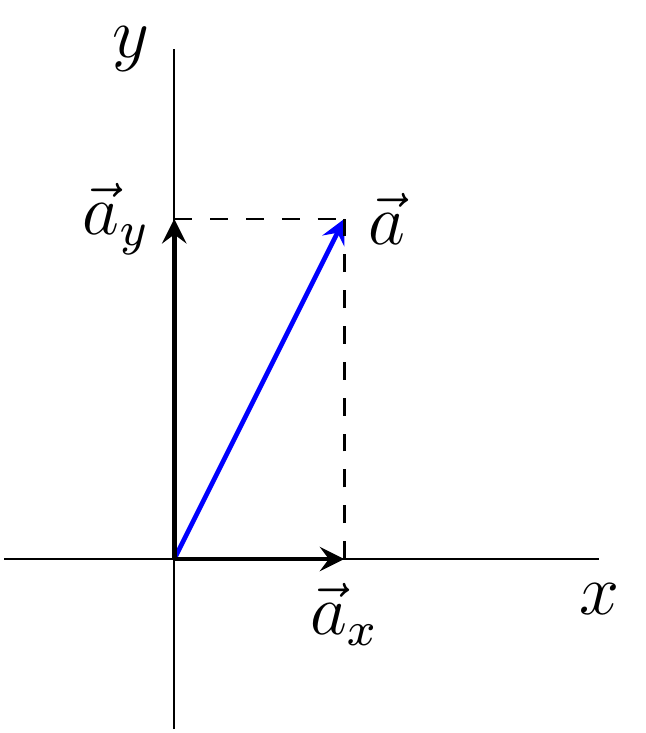
Obr. 2.: Vektor z obrázku výše. Tento vektor lze vyjádřit jako součet vektoru a vektoru, z nichž první míří ve směru osy x a druhý míří ve směru osy y.

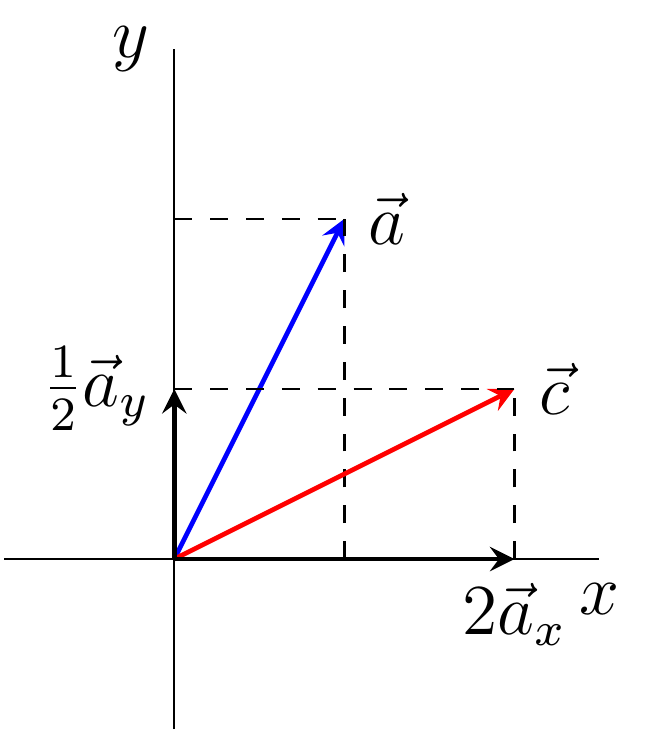
Obr. 3.: Vektor vzniklý pootočením vektoru. Složky vektoru do směrů x a y mají jinou velikost, než složky pro vektor. V tomto případě konkrétně a.

Nejsnáze je pojem báze vektorového prostoru nahlédnutelný v případě prostoru šipek, fyzikálních vektorů. Pro jednoduchost uvažujme množinu všech šipek v rovině. Tato množina se dá vyjádřit jako vektorový prostor {\displaystyle \scriptstyle \mathbb {R} ^{2}}, kde součtu dvou vektorů odpovídá složení dvou šipek, více viz oddíl Fyzikální vektory v článku Vektorový prostor či oddíl Geometrická interpretace v článku Lineární kombinace.
Mějme pro začátek jednu (nenulovou) šipku v rovině, kterou si označme jako {\displaystyle \scriptstyle {\vec {a}}}. Aniž bychom cokoli věděli o vektorových prostorech, můžeme se na celou věc dívat čistě geometricky a v rovině zakreslit dvě přímky, které jsou na sebe kolmé a které procházejí bodem, z něhož vychází naše šipka {\displaystyle \scriptstyle {\vec {a}}}. Těmto dvěma přímkám budeme říkat osy, jejich průniku počátek a celému celku dvou přímek pak souřadnicová soustava. Pro přehlednost si přitom jednu z os označme písmenem x a druhou písmenem y. Souřadnicová soustava nám umožňuje zavést jednoduchý způsob, jak naši šipku popsat pomocí dvou čísel. Konkrétně, nejprve si vykresleme kolmici na osu x tak, aby protínala konec šipky. Vzdálenost paty této kolmice od počátku soustavy souřadnic pak chápeme jako x-ovou souřadnici šipky, viz Obr. 1. Stejně postupujeme i pro osu y. Obdrželi jsme tak pro naši šipku dvojici čísel, kterým říkáme souřadnice šipky (v dané souřadnicové soustavě). Když si teď do roviny přikreslíme libovolnou další šipku, tak jsme jí stejným způsobem schopni popsat pomocí dvou čísel.
Tento způsob popisu šipek pomocí dvojic čísel je velmi názorný a jednoduchý. Rádi bychom ho proto přesunuli i do oblasti obecných vektorových prostorů. Zde ale nevíme, co znamená vzdálenost paty kolmice od počátku souřadnic, protože na vektorovém prostoru není nic jako vzdálenost definováno. (Nehledě na to, že tam není definována ani přímka, ani průsečík, ani pata kolmice.) Abychom uspěli, tak musíme naši představu souřadnicových os vystavět s pomocí pojmů, které jsou nám v obecném vektorovém prostoru k dispozici. Vraťme se k našemu příkladu šipek v rovině. Dosud jsme zde měli zavedeny dvě souřadnicové osy a každý vektor jsme popsali pomocí dvou souřadnic, viz Obr. 1. Víme navíc, že složením dvou šipek dostaneme jejich výslednici, kteroužto přitom můžeme chápat jako jejich součet. (Souřadnice výslednice totiž obdržíme tak, že sečteme souřadnice původních dvou šipek, více viz oddíl Fyzikální vektory v článku Vektorový prostor.) Vektor {\displaystyle \scriptstyle {\vec {a}}} z příkladu výše tedy můžeme chápat i jako součet dvou jistých vektorů, {\displaystyle \scriptstyle {\vec {a}}_{x}} a {\displaystyle \scriptstyle {\vec {a}}_{y}}. Vektor {\displaystyle \scriptstyle {\vec {a}}_{x}} přitom leží na ose x a podobně vektor {\displaystyle \scriptstyle {\vec {a}}_{y}} leží na ose y, viz Obr. 2. Platí tedy rovnost
{\displaystyle {\vec {a}}={\vec {a}}_{x}+{\vec {a}}_{y}.}
Pokud nyní vektor {\displaystyle \scriptstyle {\vec {a}}} dvakrát prodloužíme, obdržíme vektor {\displaystyle \scriptstyle {\vec {b}}=2{\vec {a}}}, jenž lze vyjádřit jako součet vektorů {\displaystyle \scriptstyle {\vec {b}}_{x}=2{\vec {a}}_{x}} a {\displaystyle \scriptstyle {\vec {b}}_{y}=2{\vec {a}}_{y}}. Analogicky bychom postupovali i pro libovolný násobek vektoru {\displaystyle \scriptstyle {\vec {a}}} dostávajíce
{\displaystyle {\vec {b}}=\alpha {\vec {a}}_{x}+\alpha {\vec {a}}_{y},}
kde {\displaystyle \scriptstyle \alpha \in \mathbb {R} }. Když bychom nyní vektor {\displaystyle \scriptstyle {\vec {a}}} pootočili a obdrželi tak vektor {\displaystyle \scriptstyle {\vec {c}}}, jak je znázorněno na Obr. 3, tak se odpovídajícím způsobem změní i oba vektory {\displaystyle \scriptstyle {\vec {a}}_{x}} a {\displaystyle \scriptstyle {\vec {a}}_{y}} do tvaru {\displaystyle \scriptstyle {\vec {c}}_{x}=\beta _{1}{\vec {a}}_{x}} a {\displaystyle \scriptstyle {\vec {c}}_{y}=\beta _{2}{\vec {a}}_{y}}, tedy
{\displaystyle {\vec {c}}=\beta _{1}{\vec {a}}_{x}+\beta _{2}{\vec {a}}_{y}.}
Je tak vidět, že ať vektor {\displaystyle \scriptstyle {\vec {a}}} zkrátíme, prodloužíme či natočíme, tak lze výsledný vektor vždy vyjádřit pomocí původních vektorů {\displaystyle \scriptstyle {\vec {a}}_{x}} a {\displaystyle \scriptstyle {\vec {a}}_{y}} jako jejich lineární kombinaci. V rovině jsme ale schopni jakýkoliv vektor vyjádřit pomocí vhodného natočení či prodloužení/zkrácení vektoru {\displaystyle \scriptstyle {\vec {a}}}. Dostáváme tak, že libovolný vektor {\displaystyle \scriptstyle {\vec {x}}} v rovině lze popsat jako jistou lineární kombinaci vektorů {\displaystyle \scriptstyle {\vec {a}}_{x}} a {\displaystyle \scriptstyle {\vec {a}}_{y}} způsobem
{\displaystyle {\vec {x}}=\alpha _{1}{\vec {a}}_{x}+\alpha _{2}{\vec {a}}_{y},}
pro jisté koeficienty {\displaystyle \scriptstyle \alpha _{1},\alpha _{2}\in \mathbb {R} }.
V tuto chvíli tedy můžeme nadobro opustit náš pomocný pojem souřadnicových os, souřadnicové soustavy a souřadnic vektoru v této soustavě. Místo toho si hned od počátku můžeme v rovině zavést dva pevně dané vektory, které si označíme {\displaystyle \scriptstyle {\vec {a}}_{x}} a {\displaystyle \scriptstyle {\vec {a}}_{y}}. Jak jsme právě viděli, pomocí těchto vektorů jsme schopni vyjádřit libovolný vektor roviny jako jejich lineární kombinaci. Koeficienty této lineární kombinace přitom nazveme našimi novými souřadnicemi. Souřadnicemi, kterými lze popisovat vektory v obecném vektorovém prostoru, protože k jejich zavedení nebylo potřeba nic kromě pojmu lineární kombinace. Tyto souřadnice neudávají vzdálenost od počátku soustavy souřadnic jako ve výše zmíněném případě, ale jedná se o čísla, kterými když vynásobíme naše dva pevně zadané vektory a tyto pak sečteme, tak dostaneme žádaný vektor. Tyto pevně zadané vektory, zde tedy {\displaystyle \scriptstyle {\vec {a}}_{x}} a {\displaystyle \scriptstyle {\vec {a}}_{y}}, pak nazýváme báze prostoru šipek v rovině.
Jak vidno, vektory {\displaystyle \scriptstyle {\vec {a}}_{x}} a {\displaystyle \scriptstyle {\vec {a}}_{y}} můžeme zvolit vícero možnými způsoby, a přitom lze jimi stále popsat libovolný vektor v rovině. Jedná se o obecnou vlastnost báze – za bázi můžeme zvolit vícero sad vektorů. Zde se ale může vyskytnout obtíž, když vektor {\displaystyle \scriptstyle {\vec {a}}_{x}} zvolíme tak, že je roven násobku vektoru {\displaystyle \scriptstyle {\vec {a}}_{y}} a oba tak směřují tímtéž směrem (popřípadě až na znaménko). Není těžké si uvědomit, že v takovémto případě nejsme schopni popsat vektor v rovině, který se od jejich směru odchyluje. Abychom předešli podobným situacím, musíme naložit na definici báze podmínku, že žádný vektor báze nesmí jít vyjádřit pomocí ostatních vektorů báze. Matematicky je tento požadavek vyjádřen slovy, že báze musí být lineárně nezávislá množina vektorů. V obecném vektorovém prostoru bychom také mohli být na pochybách, kolik vektorů vlastně potřebujeme k popisu celého prostoru. Neboli, kolik vektorů tvoří bázi. I v případě vektorů v rovině jsme totiž mohli každý vektor vyjádřit ne jako lineární kombinaci dvou vektorů, ale třeba tří, čtyř, pěti. Požadujeme tedy ještě, abychom do báze nevybírali zbytečně mnoho vektorů. Chceme tedy vybrat jen tolik vektorů, kolik je k popisu vektorového prostoru nezbytně potřeba. Tento požadavek lze vyjádřit opět pomocí lineární nezávislosti. Pokud máme lineárně závislý soubor vektorů, kterými popisujeme vektorový prostor, tak z tohoto souboru můžeme nejméně jeden vektor vyjmout a přitom budeme stále schopni popsat celý prostor. Pokud máme lineárně nezávislý soubor, pak z něho už nelze žádný vektor vyjmout, aniž bychom se neochudili o možnost popisu celého prostoru.
Shrňme si nakonec základní vlastnosti, které musí námi vybrané vektory z vektorového prostoru mít, aby mohli dohromady tvořit bázi. Jak jsme viděli výše, tak chceme, aby šel každý vektor z vektorového prostoru vyjádřit jako lineární kombinaci námi vybraných vektorů. Množina všech lineárních kombinací daných vektorů se přitom nazývá jejich lineární obal. Jinými slovy tedy chceme, aby lineární obal námi vybraných vektorů byl roven celému vektorovému prostoru. Dále ale ještě požadujeme, aby tyto vektory byly lineárně nezávislé. Dospíváme tak k obecné definici báze níže.

## Definice
Báze vektorového prostoru {\displaystyle \scriptstyle V} je taková množina vektorů z {\displaystyle \scriptstyle V}, která je lineárně nezávislá a jejíž lineární obal je roven celému prostoru {\displaystyle \scriptstyle V}. Prvky množiny {\displaystyle \scriptstyle X} pak nazýváme bazickými vektory nebo vektory báze. V symbolech lze definici přepsat jako
{\displaystyle {\text{množina }}X{\text{ je báze prostoru }}V\quad \Leftrightarrow \quad (X{\text{ je lineárně nezávislá }}\wedge \ V=\{X\}_{\text{lin}}).}
Tuto definici lze použít v případech, kdy má množina {\displaystyle \scriptstyle X} konečný, ale i nekonečný počet prvků. Pokud je počet jejích prvků nekonečný, tak je nutno mít na paměti, že lineární nezávislost takovéto množiny znamená, že každý konečný soubor vektorů vybraný z {\displaystyle \scriptstyle X} je lineárně nezávislý. Podobně, v definici lineárního obalu jsou vždy uvažovány jen lineární kombinace konečně mnoha vektorů z {\displaystyle \scriptstyle X}. Tímto způsobem je definována tzv. Hamelova báze, viz níže. Existují však zobecnění, viz Schauderova či ortonormální báze níže, kde jsou uvažovány "lineární kombinace nekonečně mnoha vektorů". Pokud se omezíme jen na konečnou množinu {\displaystyle \scriptstyle X}, lze výše uvedenou definici přepsat do podoby:
Báze vektorového prostoru {\displaystyle \scriptstyle V} je takový lineárně nezávislý soubor vektorů {\displaystyle \scriptstyle {\vec {x}}_{1},\ldots ,{\vec {x}}_{n}}, pro který platí rovnost {\displaystyle \scriptstyle V=\{{\vec {x}}_{1},\ldots ,{\vec {x}}_{n}\}_{\text{lin}}}. Vektory {\displaystyle \scriptstyle {\vec {x}}_{1},\ldots ,{\vec {x}}_{n}} pak nazýváme bazické vektory. V symbolech tedy
{\displaystyle {\text{vektory }}{\vec {x}}_{1},\ldots ,{\vec {x}}_{n}{\text{ tvoří bázi prostoru }}V\quad \Leftrightarrow \quad ({\vec {x}}_{1},\ldots ,{\vec {x}}_{n}{\text{ jsou lineárně nezávislé }}\wedge \ V=\{{\vec {x}}_{1},\ldots ,{\vec {x}}_{n}\}_{\text{lin}}).}
V právě uvedených formulacích nebyla požadována uspořádanost množiny či souboru vektorů, nezáleželo tedy na pořadí jejich prvků, a přesto jsme je nazývali bází. V některých případech je ale výhodné za bázi označovat množinu vektorů, v níž je pořadí těchto vektorů konkrétně zadané. Důležité to je např. pokud chceme sestrojit matici přechodu mezi dvěma bázemi. Pro různá uspořádání těchže vektorů pak dostáváme různé matice.
V definici výše není množina {\displaystyle \scriptstyle X}, popř. soubor vektorů {\displaystyle \scriptstyle {\vec {x}}_{1},\ldots ,{\vec {x}}_{n}}, určena jednoznačně. V jednom vektorovém prostoru lze tedy nalézt více bází. Lze však dokázat, viz oddíl Vztah dimenze a báze níže, že všechny báze daného vektorového prostoru mají stejný počet prvků. Ač tedy můžeme za bázi zvolit obecně vícero souborů vektorů, dimenze daného vektorového prostoru je dána pevně.
Uvažujme nyní vektorový prostor {\displaystyle \scriptstyle V} (konečné dimenze {\displaystyle \scriptstyle \dim V=n\geq 1}), jehož báze je {\displaystyle \scriptstyle B=\{{\vec {x}}_{1},\ldots ,{\vec {x}}_{n}\}}. Z definice plyne, viz níže, že lze libovolný vektor {\displaystyle \scriptstyle {\vec {x}}} z prostoru {\displaystyle \scriptstyle V} vyjádřit pomocí jednoznačně určených koeficientů {\displaystyle \scriptstyle \alpha _{i}} ve tvaru
{\displaystyle {\vec {x}}=\sum _{i=1}^{n}\alpha _{i}{\vec {x}}_{i},}
přičemž {\displaystyle \scriptstyle \alpha _{i}\in T}, kde {\displaystyle \scriptstyle T} je těleso, nad nímž je vektorový prostor {\displaystyle \scriptstyle V} definován. Obyčejně tedy {\displaystyle \scriptstyle T=\mathbb {R} } nebo {\displaystyle \scriptstyle T=\mathbb {C} }. Koeficientům {\displaystyle \scriptstyle \alpha _{i}}, kde {\displaystyle \scriptstyle i\in \{1,\ldots ,n\}}, pak říkáme souřadnice vektoru {\displaystyle \scriptstyle {\vec {x}}} v bázi {\displaystyle \scriptstyle B}.
Jak bylo naznačeno v úvodu článku, pojem báze je úzce spojen s pojmem dimenze vektorového prostoru. Tu lze definovat buď nezávisle na definici báze, anebo druhým způsobem jako počet prvků libovolné báze daného vektorového prostoru, viz definice dimenze vektorového prostoru. Vyjděme nyní z prvního způsobu definice dimenze, který nám umožňuje definovat nekonečnou dimenzi prostoru, aniž bychom jakkoli specifikovali jeho bázi. Je vidět, že definice báze, která bere v úvahu jen konečné množiny {\displaystyle \scriptstyle X}, není schopna přiřadit bázi nekonečněrozměrnému vektorovému prostoru. Dosti často si s touto omezenější podobou definice vystačíme, její obecnější formulace výše pak v nekonečněrozměrném případě definuje tzv. Hamelovu bázi.
Kromě dvou právě uvedených formulací se objevují i další definice báze vektorového prostoru, jako Schauderova báze, ortonormální báze či trigonometrická báze, z nichž některé jsou rozebrány níže.

### Generátory vektorového prostoru
S pojmem báze vektorového prostoru souvisí pojem generátoru vektorového prostoru. Mějme vektorový prostor {\displaystyle \scriptstyle V} a dále jeho jistou neprázdnou podmnožinu {\displaystyle \scriptstyle X\subset V}. Pak říkáme, že množina {\displaystyle \scriptstyle X} generuje vektorový prostor {\displaystyle \scriptstyle V}, právě když lze každý vektor z prostoru {\displaystyle \scriptstyle V} vyjádřit jako lineární kombinaci vektorů z množiny {\displaystyle \scriptstyle X}. Prvky množiny {\displaystyle \scriptstyle X} pak nazýváme generátory vektorového prostoru {\displaystyle \scriptstyle V}. Jinými slovy, množina {\displaystyle \scriptstyle X} generuje vektorový prostor {\displaystyle \scriptstyle V}, právě když je {\displaystyle \scriptstyle V} jejím lineárním obalem. Neboli
{\displaystyle V=\{X\}_{\text{lin}}.}
Oproti bázi zde tedy nepožadujeme lineární nezávislost. Definici báze vektorového prostoru lze pak vyjádřit slovy:
Mějme vektorový prostor {\displaystyle \scriptstyle V}. Pak každou množinu vektorů, která je lineárně nezávislá a generuje prostor {\displaystyle \scriptstyle V}, nazýváme báze vektorového prostoru {\displaystyle \scriptstyle V}.
Je-li vektorů v množině {\displaystyle \scriptstyle X} konečně mnoho, pak lze výše uvedenou definici generátorů přeformulovat takto: Mějme vektorový prostor {\displaystyle \scriptstyle V} a dále jeho jistou neprázdnou podmnožinu {\displaystyle \scriptstyle X=\{{\vec {x}}_{1},\ldots ,{\vec {x}}_{n}\}\subset V} pro jisté přirozené číslo {\displaystyle \scriptstyle n}. Pak říkáme, že množina {\displaystyle \scriptstyle X} generuje vektorový prostor {\displaystyle \scriptstyle V}, právě když
{\displaystyle V=\{{\vec {x}}_{1},\dots ,{\vec {x}}_{n}\}_{\text{lin}}.}
Vektory {\displaystyle \scriptstyle {\vec {x}}_{1},\ldots ,{\vec {x}}_{n}} pak nazýváme generátory vektorového prostoru {\displaystyle \scriptstyle V}. Definice generátorů vektorového prostoru se tak shoduje s definicí generátorů lineárního obalu.

### Standardní báze
V případě nejčastěji užívaných vektorových prostorů se definují jisté báze, který mají velmi jednoduchý tvar a s nimiž se snadno pracuje. Těmto bázím říkáme standardní báze. Nejedná se však o obecný pojem, standardní báze je ve svém konkrétním tvaru zavedena jen pro prostory aritmetických vektorů, posloupností (čísel), (číselných) matic a polynomů. Obecně by se místo číselných těles dala uvažovat tělesa libovolná. Tvary standardních bází pro právě uvedené prostory jsou vypsány v Příkladu 1 níže.

### Hamelova báze
Zaměřme se nyní na definici báze podanou v úvodu sekce, kde za {\displaystyle \scriptstyle X} bereme i nekonečné množiny. Pokud použijeme tuto definici na konečněrozměrný prostor, tak nic nového nezískáme. Opět bychom dospěli ke konečné bázi, jejíž počet prvků by byl roven dimenzi vektorového prostoru. V případě nekonečněrozměrných vektorových prostorů se ale situace liší. Zde bychom bázi o konečně mnoha prvcích nenašli. Připustíme-li však platnost axiomu výběru, lze ukázat, že každý vektorový prostor, tedy i ten nekonečněrozměrný, má bázi (viz oddíl Existence báze níže). U nekonečněrozměrných prostorů této bázi říkáme Hamelova báze. Je pojmenována po německém matematikovi Georgu Hamelovi a občas se lze setkat i s nesprávným označením Hammelova báze. Připomeňme, že v definici lineárního obalu a lineárně nezávislé množiny vždy uvažujeme jen konečné lineární kombinace. V případě konečněrozměrných prostorů se Hamelova báze redukuje na běžnou bázi vektorového prostoru a je tedy přímým zobecněním báze konečněrozměrného vektorového prostoru na nekonečněrozměrný případ.
Jako příklad Hamelovy báze můžeme uvést standardní bázi prostoru posloupností či standardní bázi prostoru polynomů, viz Příklad 1.

### Schauderova báze
Při práci s nekonečněrozměrnými prostory není pojem Hamelovy báze dostačující. Definují se tak jiné báze. Máme-li vektorový prostor vybaven normou, který je navíc v dané normě úplný, můžeme jako nejpřímější zobecnění Hamelovy báze zavést Schauderovu bázi, která je pojmenována po svém tvůrci, polském matematikovi J. Schauderovi. Příkladem úplného vektorového prostoru s normou jsou Hilbertovy či obecněji Banachovy prostory. Občas se přízvisko v kontextu těchto prostorů vynechává a hovoří se pouze o bázi. Schauderova báze je v těchto prostorech definována následovně
:
Nechť {\displaystyle \scriptstyle B} je Banachův prostor definovaný nad tělesem {\displaystyle \scriptstyle T}, označme si jeho normu jako {\displaystyle \scriptstyle \|\cdot \|}. Pak posloupnost {\displaystyle \scriptstyle ({\vec {e}}_{i})_{i=1}^{\infty }} prvků z {\displaystyle \scriptstyle B} nazveme (Schauderovou) bází tohoto prostoru, jestliže pro každý vektor {\displaystyle \scriptstyle {\vec {x}}\in B} existuje právě jedna posloupnost {\displaystyle \scriptstyle (\alpha _{i})_{i=1}^{\infty }} prvků z {\displaystyle \scriptstyle T} tak, že platí
{\displaystyle {\vec {x}}=\sum _{i=1}^{\infty }\alpha _{i}{\vec {e}}_{i}.}
Rovnost výše je přitom chápána ve smyslu
{\displaystyle \lim _{n\to \infty }{\Bigg \|}{\vec {x}}-\sum _{i=1}^{n}\alpha _{i}{\vec {e}}_{i}{\Bigg \|}=0.}
Schauderova báze je oproti té Hamelově tedy obecnější v tom, že uvažuje i lineární kombinace "nekonečně" mnoha prvků. Není to však už báze vektorového prostoru (v algebraicekém smyslu). Můžeme říci, že zatímco je Hamelova báze množina, jejíž lineární obal je roven celému vektorovému prostoru, tak Schauderova báze je množina, pro niž uzávěr jejího lineárního obalu je roven celému Banachovu prostoru. V případě konečněrozměrných prostorů se pojem Schauderovy báze redukuje na běžnou definici báze vektorového prostoru.

### Ortogonální báze, ortonormální báze
Důležitou roli v prostorech se skalárním součinem, tedy např. v Hilbertových prostorech, hrají báze ortonormální, resp. ortogonální. Na prostorech konečné dimenze je ortogonální báze speciálním případem klasické báze, jejíž prvky navíc splňují vlastnost, že jsou na sebe kolmé. Ortogonální báze konečněrozměrného prostoru se skalárním součinem je tedy množina {\displaystyle \scriptstyle \{{\vec {x}}_{1},\ldots ,{\vec {x}}_{n}\}}, která generuje celý prostor a pro jejíž prvky platí
{\displaystyle ({\vec {x}}_{i},{\vec {x}}_{j})=0\quad \Leftrightarrow \quad i\neq j,}
kde závorka značí skalární součin v daném prostoru a {\displaystyle \scriptstyle i,j\in \{1,\ldots ,n\}}. Ortogonalita vektorů totiž už zajišťuje jejich lineární nezávislost. Častěji užívaná je ale ortonormální báze, která má oproti ortogonální bázi ještě ten požadavek, že mají všechny její prvky jednotkovou velikost. Jinými slovy, ortonormální báze je množina {\displaystyle \scriptstyle \{{\vec {e}}_{1},\ldots ,{\vec {e}}_{n}\}} generující celý prostor, pro jejíž prvky platí
{\displaystyle ({\vec {e}}_{i},{\vec {e}}_{j})=\delta _{ij},}
kde závorka opět značí skalární součin v daném prostoru, {\displaystyle \scriptstyle \delta _{ij}} značí Kroneckerovo delta a {\displaystyle \scriptstyle i,j\in \{1,\ldots ,n\}}.
V prostorech nekonečněrozměrných se pak ortogonální báze definuje jako ortogonální množina, která je v daném Hilbertově prostoru totální. Podobně, ortonormální báze je taková podmnožina nekonečněrozměrného Hilbertova prostoru, která je ortonormální a totální v tomto prostoru.

Ortogonální množina je přitom taková množina nenulových vektorů z Hilbertova prostoru, jejíž každé dva prvky jsou ortogonální. Ortonormální množina je pak taková ortogonální množina, jejíž každý prvek má jednotkovou velikost, tj. pro každý její prvek {\displaystyle \scriptstyle {\vec {x}}} platí {\displaystyle \scriptstyle \|{\vec {x}}\|=1}. To, že je nějaká množina totální ve své nadmnožině, znamená, že uzávěr jejího lineárního obalu je roven této nadmnožině. Neboli, ortonormální báze {\displaystyle \scriptstyle {\mathcal {O}}} Hilbertova prostoru {\displaystyle \scriptstyle {\mathcal {H}}} je ortonormální podmnožina z {\displaystyle \scriptstyle {\mathcal {H}}} taková, že {\displaystyle \scriptstyle {\overline {\{{\mathcal {O}}\}_{\text{lin}}}}={\mathcal {H}}}, kde pruh nad označením množiny symbolizuje její uzávěr.
Z vlastností ortonormálních bází lze odvodit velmi užitečné vztahy, jako např. Parsevalovu rovnost, Besselovu nerovnost či rozklad vektoru za pomoci Fourierových koeficientů.

## Vlastnosti

### Vztah dimenze a báze
Omezme se v tomto oddíle jen na konečněrozměrné vektorové prostory. Jak bylo předesláno výše, ač lze za bázi volit různé soubory vektorů, počet prvků báze je vždy tentýž, jak vyplývá z následujícího tvrzení.
- Každé dvě různé báze daného vektorového prostoru mají stejný počet prvků.

Důkaz: Mějme dvě báze {\displaystyle \scriptstyle {\vec {x}}_{1},\ldots ,{\vec {x}}_{m}} a {\displaystyle \scriptstyle {\vec {y}}_{1},\ldots ,{\vec {y}}_{n}} téhož vektorového prostoru. Bez újmy na obecnosti nechť {\displaystyle \scriptstyle m<n}. Protože je {\displaystyle \scriptstyle {\vec {x}}_{1},\ldots ,{\vec {x}}_{m}} báze, lze s její pomocí vyjádřit všechny vektory {\displaystyle \scriptstyle {\vec {y}}_{1},\ldots ,{\vec {y}}_{n}}, které tak leží v lineárním obalu {\displaystyle \scriptstyle \{{\vec {x}}_{1},\ldots ,{\vec {x}}_{m}\}_{\text{lin}}}. Použijeme-li nyní Steinitzovy věty o výměně, dospíváme ihned ke sporu.
Na dalších třech tvrzeních si nyní ukažme vztah báze konečněrozměrného vektorového prostoru a jeho dimenze. Předpokládáme přitom, že dimenze vektorového prostoru byla definována nezávisle na jeho bázi, jak je to podáno v oddíle Definice článku Dimenze vektorového prostoru. Dohromady by šla trojice následujících tvrzení shrnout slovy: Každý vektorový prostor konečné dimenze má počet bazických vektorů roven své dimenzi.
- Nechť je {\displaystyle \scriptstyle \dim V=n\in \mathbb {N} }. Pak ve {\displaystyle \scriptstyle V} existuje n-členná báze.

Důkaz: Z předpokladů ve {\displaystyle \scriptstyle V} existuje n-členný lineárně nezávislý soubor vektorů {\displaystyle \scriptstyle {\vec {x}}_{1},\ldots ,{\vec {x}}_{n}}. Aby tento soubor splňoval definiční podmínky báze, musíme ještě ukázat, že lze libovolný vektor {\displaystyle \scriptstyle {\vec {x}}} z prostoru {\displaystyle \scriptstyle V} vyjádřit jako jistou lineární kombinaci tohoto souboru. Předpokládejme, že existuje vektor {\displaystyle \scriptstyle {\vec {x}}_{0}\in V}, který takto vyjádřit nelze. Pak ale z definice lineární nezávislosti plyne, že (n+1)-členný soubor {\displaystyle \scriptstyle {\vec {x}}_{0},{\vec {x}}_{1},\ldots ,{\vec {x}}_{n}} je lineárně nezávislý. To je ale ve sporu s definicí dimenze, která říká, že každý (n+1)-členný soubor je lineárně závislý.
- Nechť {\displaystyle \scriptstyle n\in \mathbb {N} } a nechť ve {\displaystyle \scriptstyle V} existuje n-členná báze. Potom {\displaystyle \scriptstyle \dim V=n}.

Důkaz: Báze je soubor lineárně nezávislých vektorů generujících vektorový prostor, označme si ji jako {\displaystyle \scriptstyle {\vec {x}}_{1},\ldots ,{\vec {x}}_{n}}. Z definice dimenze tedy plyne, že {\displaystyle \scriptstyle \dim V\geq n}, neboť n je počet prvků báze. Zároveň ale z definice báze a Steinitzovy věty o výměně také vyplývá, že každý (n+1)-členný soubor vektorů {\displaystyle \scriptstyle {\vec {y}}_{1},\ldots ,{\vec {y}}_{n+1}} je nutně lineárně závislý. Z definice dimenze tedy dále {\displaystyle \scriptstyle \dim V\leq n} a celkově pak {\displaystyle \scriptstyle \dim V=n}.
- Nulový vektorový prostor, tj. {\displaystyle \scriptstyle \{{\vec {0}}\}}, nemá bázi.

Důkaz: Nulový vektorový prostor obsahuje jen nulový vektor a každý soubor obsahující jen nulový vektor je lineárně závislý, viz první tvrzení v oddílu Ostatní článku Lineární nezávislost. Není tak splněn jeden z definičních požadavků báze.

### Konstrukce báze
Opět se omezme na případy konečněrozměrných vektorových prostorů. V případě nekonečné dimenze je situace složitější.
- Z každého souboru generátorů daného vektorového prostoru lze vybrat jeho bázi. Přesněji: Nechť {\displaystyle \scriptstyle V} je nenulový vektorový prostor tvaru {\displaystyle \scriptstyle V=\{{\vec {x}}_{1},\ldots ,{\vec {x}}_{n}\}_{\text{lin}}} pro jisté vektory {\displaystyle \scriptstyle {\vec {x}}_{1},\ldots ,{\vec {x}}_{n}\in V}, kde {\displaystyle \scriptstyle \{\ldots \}_{\text{lin}}} značí lineární obal. Potom {\displaystyle \scriptstyle \dim V=k\leq n} a v případě {\displaystyle \scriptstyle k<n} existují navzájem různé indexy {\displaystyle \scriptstyle i_{1},\ldots ,i_{k}\in \{1,\ldots ,n\}} takové, že {\displaystyle \scriptstyle ({\vec {x}}_{i_{1}},\ldots ,{\vec {x}}_{i_{k}})} je báze {\displaystyle \scriptstyle V}.

Důkaz: Buď jsou vektory {\displaystyle \scriptstyle {\vec {x}}_{1},\ldots ,{\vec {x}}_{n}} lineárně nezávislé, a v tom případě tvoří bázi, anebo jsou lineárně závislé. V takovém případě lze z jejich souboru vyjmout jeden vektor, aniž bychom změnili jejich lineární obal, viz druhé tvrzení v oddílu Ostatní článku Lineární obal. Takto vzniklý soubor vektorů buď už je lineárně nezávislý, anebo z něj můžeme opět vyjmout jeden vektor, aniž bychom změnili lineární obal souboru. Takto můžeme pokračovat dál. Určitě se pak zastavíme přinejhorším na souboru obsahujícím jediný nenulový vektor. Nenulový proto, že předpokládáme nenulový vektorový prostor. Jeden proto, že soubor obsahující jediný nenulový vektor je vždy lineárně nezávislý. Vztah {\displaystyle \scriptstyle \dim V=k\leq n} lze dokázat přímo z definice dimenze vektorového prostoru, nebo viz tvrzení o dimenzi lineárního obalu v oddíle Vektorové podprostory článku Dimenze vektorového prostoru. Dokázali jsme tak tvrzení věty.
- Každý lineárně nezávislý soubor ve vektorovém prostoru lze doplnit na jeho bázi. Přesněji: Nechť {\displaystyle \scriptstyle {\vec {x}}_{1},\ldots ,{\vec {x}}_{k}} je lineárně nezávislý soubor vektorů z vektorového prostoru {\displaystyle \scriptstyle V} a nechť {\displaystyle \scriptstyle \dim V=n>k}. Pak existují vektory {\displaystyle \scriptstyle {\vec {x}}_{k+1},\ldots ,{\vec {x}}_{n}} tak, že soubor {\displaystyle \scriptstyle {\vec {x}}_{1},\ldots ,{\vec {x}}_{k},{\vec {x}}_{k+1},\ldots ,{\vec {x}}_{n}} je báze prostoru {\displaystyle \scriptstyle V}.

Důkaz: Protože {\displaystyle \scriptstyle \dim V=n\geq 1}, najdeme ve {\displaystyle \scriptstyle V} bázi {\displaystyle \scriptstyle \{{\vec {y}}_{1},\ldots ,{\vec {y}}_{n}\}}. Jejím lineárním obalem je celý prostor {\displaystyle \scriptstyle V}, platí tak {\displaystyle \scriptstyle \{{\vec {x}}_{1},\ldots ,{\vec {x}}_{k}\}_{\text{lin}}\subset \subset \{{\vec {y}}_{1},\ldots ,{\vec {y}}_{n}\}_{\text{lin}}}, tj. lineární obal vektorů {\displaystyle \scriptstyle {\vec {x}}_{i}} je podprostorem lineárního obalu vektorů {\displaystyle \scriptstyle {\vec {y}}_{i}}. Tvrzení věty pak ihned dostáváme užitím Steinitzovy věty o výměně.
- V konečnědimenzionálním prostoru dimenze n je bází každá množina obsahující n lineárně nezávislých vektorů.

Důkaz: Mějme n lineárně nezávislých vektorů {\displaystyle \scriptstyle {\vec {x}}_{1},\ldots ,{\vec {x}}_{n}} v prostoru dimenze n. Chceme ukázat, že generují celý vektorový prostor. Kdyby to nebyla pravda, tak by existoval vektor {\displaystyle \scriptstyle {\vec {x}}_{0}}, který by nešlo vyjádřit jako lineární kombinaci těchto vektorů. Neboli soubor {\displaystyle \scriptstyle {\vec {x}}_{0},{\vec {x}}_{1},\ldots ,{\vec {x}}_{n}} by byl lineárně nezávislý. Máme tedy lineárně nezávislý soubor délky n+1 v prostoru dimenze n, což je ve sporu s definicí dimenze. S použitím tvrzení dokázaných výše též můžeme říci, že v prostoru dimenze n existuje n-členná báze. Předchozí tvrzení nám navíc říká, že každý lineárně nezávislý soubor lze doplnit na bázi. Dostáváme tak rovnou tvrzení věty.

### Závislost na tělese
Ukažme si na příkladu konečněrozměrných vektorových prostorů rozdíly v hodnotě jejich dimenze, chápeme-li daný vektorový prostor jako množinu definovanou nad rozdílnými tělesy. Přesněji řečeno, vektorový prostor je uspořádaná čtveřice {\displaystyle \scriptstyle (V,T,\oplus ,\odot )}. Pokud ponecháme množinu {\displaystyle \scriptstyle V} a změníme množinu {\displaystyle \scriptstyle T}, můžeme dostat vektorový prostor odlišné dimenze. Jiná hodnota dimenze se odrazí i na tvaru báze takového vektorového prostoru. Konkrétně si dokažme následující tvrzení.
- Nechť {\displaystyle \scriptstyle V} je komplexní vektorový prostor o dimenzi {\displaystyle \scriptstyle \dim V=n\geq 1}, nechť dále {\displaystyle \scriptstyle \{{\vec {x}}_{1},{\vec {x}}_{2},\ldots ,{\vec {x}}_{n}\}} je jeho báze. Potom soubor {\displaystyle \scriptstyle \{{\vec {x}}_{1},{\vec {x}}_{2},\ldots ,{\vec {x}}_{n},\mathrm {i} {\vec {x}}_{1},\mathrm {i} {\vec {x}}_{2},\ldots ,\mathrm {i} {\vec {x}}_{n}\}} délky 2n je báze prostoru {\displaystyle \scriptstyle V_{R}}, tj. {\displaystyle \scriptstyle \dim V_{R}=2n}. Symbol {\displaystyle \scriptstyle \mathrm {i} } zde přitom značí imaginární jednotku a {\displaystyle \scriptstyle V_{R}} označuje množinu {\displaystyle \scriptstyle V} coby vektorový prostor nad tělesem reálných čísel.

Důkaz: Libovolný vektor {\displaystyle \scriptstyle {\vec {x}}} z {\displaystyle \scriptstyle V} lze zapsat ve tvaru {\displaystyle \scriptstyle {\vec {x}}=\sum _{i=1}^{n}\alpha _{i}{\vec {x}}_{i}}, kde {\displaystyle \scriptstyle \alpha _{i}\in \mathbb {C} }. Tento vztah lze přepsat do podoby {\displaystyle \scriptstyle {\vec {x}}=\sum _{i=1}^{n}(\mathrm {Re} \alpha _{i}+\mathrm {i} \,\mathrm {Im} \alpha _{i}){\vec {x}}_{i}=\sum _{i=1}^{n}(\mathrm {Re} \alpha _{i}){\vec {x}}_{i}+\sum _{i=1}^{n}(\mathrm {Im} \alpha _{i})\mathrm {i} {\vec {x}}_{i}}. Pokud nyní za těleso bereme jen reálná čísla, stávají se vektory {\displaystyle \scriptstyle \mathrm {i} {\vec {x}}_{i}} lineárně nezávislými na vektorech {\displaystyle \scriptstyle {\vec {x}}_{i}}, protože imaginární jednotka už není součástí tělesa a výraz {\displaystyle \scriptstyle \mathrm {i} {\vec {x}}_{i}} tak už nelze chápat jako násobek vektoru {\displaystyle \scriptstyle {\vec {x}}_{i}}. Soubor {\displaystyle \scriptstyle {\vec {x}}_{1},{\vec {x}}_{2},\ldots ,{\vec {x}}_{n},\mathrm {i} {\vec {x}}_{1},\mathrm {i} {\vec {x}}_{2},\ldots ,\mathrm {i} {\vec {x}}_{n}} je tedy lineárně nezávislý a ze vzorce výše i generuje celý prostor. Je to tedy báze prostoru {\displaystyle \scriptstyle V_{R}} a dimenze tohoto prostoru je tedy 2n.
Pro jednoduchou ilustraci tohoto jevu viz Příklad 4 níže.

### Existence báze
Dokažme si v tomto oddíle důležité tvrzení: Každý nenulový vektorový prostor má bázi. Pro konečněrozměrné prostory jsme tuto větu už v podstatě dokázali v oddíle Vztah dimenze a báze. Bude nás tedy hlavně zajímat případ nekonečněrozměrných vektorových prostorů. Poznamenejme ještě, že nulový vektorový prostor, {\displaystyle \scriptstyle \{{\vec {0}}\}}, žádnou bázi nemá. K důkazu věty budeme potřebovat axiom výběru, konkrétně jeho formulaci ve tvaru Zornova lemmatu.
Uvažujme nenulový vektorový prostor {\displaystyle \scriptstyle V} a systém všech jeho lineárně nezávislých podmnožin {\displaystyle \scriptstyle S}. Neboť množiny obsahující jediný nenulový vektor jsou lineárně nezávislé, je {\displaystyle \scriptstyle S} neprázdný. Díky relaci inkluze je tento systém navíc částečně uspořádaná množina. Máme-li dvě lineárně nezávislé množiny {\displaystyle \scriptstyle X_{1}}, {\displaystyle \scriptstyle X_{2}} ze systému {\displaystyle \scriptstyle S}, tak můžeme totiž definovat {\displaystyle \scriptstyle X_{1}\leq X_{2}}, právě když {\displaystyle \scriptstyle X_{1}\subset X_{2}}. Uvažujme nyní lineárně uspořádaný podsystém {\displaystyle \scriptstyle S'} z {\displaystyle \scriptstyle S}. Sjednotíme-li všechny prvky podsystému {\displaystyle \scriptstyle S'}, dostaneme množinu {\displaystyle \scriptstyle S'_{u}}, o níž není těžké dokázat, že je jednak prvkem systému {\displaystyle \scriptstyle S}, jednak že je navíc nadmnožinou všech prvků podsystému {\displaystyle \scriptstyle S'}. Množina {\displaystyle \scriptstyle S'_{u}} je tedy horní závorou podsystému {\displaystyle \scriptstyle S'}. Dokázali jsme tak, že každý lineárně uspořádaný podsystém systému {\displaystyle \scriptstyle S} je shora omezený. Aplikujeme-li Zornovo lemma, okamžitě dostáváme, že systém {\displaystyle \scriptstyle S} musí mít maximální prvek, označme si ho {\displaystyle \scriptstyle M}. O tomto maximálním prvku se nyní budeme snažit dokázat, že je bází vektorového prostoru {\displaystyle \scriptstyle V}. Protože {\displaystyle \scriptstyle M} leží v {\displaystyle \scriptstyle S}, tak musí být lineárně nezávislá, navíc je to určitě podmnožina prostoru {\displaystyle \scriptstyle V}. Zbývá tedy ukázat, že {\displaystyle \scriptstyle M} generuje {\displaystyle \scriptstyle V}. Kdyby tomu tak nebylo, tak najdeme vektor {\displaystyle \scriptstyle {\vec {x}}} z {\displaystyle \scriptstyle V} tak, že ho nelze vyjádřit jako lineární kombinaci prvků z {\displaystyle \scriptstyle M}. Množina {\displaystyle \scriptstyle M\cup \{{\vec {x}}\}} by tak byla lineárně nezávislá. Tato množina tedy patří do {\displaystyle \scriptstyle S} a přitom je větší (podle relace definované pomocí inkluze výše) než množina {\displaystyle \scriptstyle M}. To je ale spor s tím, že {\displaystyle \scriptstyle M} je maximální prvek v {\displaystyle \scriptstyle S}. Dokázali jsme tak, že každý nenulový vektorový prostor má bázi.

### Jednoznačnost vyjádření
Dokažme si v tomto oddíle jednoduchý, avšak důležitý, důsledek definice báze. A sice, že rozklad libovolného vektoru konečněrozměrného prostoru do vektorů báze je jednoznačný. (Nyní v definici báze předpokládáme, že báze je navíc uspořádaný soubor vektorů.) Neboli
- Nechť {\displaystyle \scriptstyle V} je vektorový prostor konečné dimenze {\displaystyle \scriptstyle \dim V=n\geq 1} definovaný nad tělesem {\displaystyle \scriptstyle T}. Dále nechť {\displaystyle \scriptstyle {\vec {x}}_{1},\ldots ,{\vec {x}}_{n}} je jeho báze. Pak pro libovolný vektor {\displaystyle \scriptstyle {\vec {x}}\in V} existuje právě jedna uspořádaná n-tice {\displaystyle \scriptstyle (\alpha _{1},\ldots ,\alpha _{n})} prvků z tělesa {\displaystyle \scriptstyle T} taková, že platí

{\displaystyle {\vec {x}}=\sum _{i=1}^{n}\alpha _{i}{\vec {x}}_{i}.}
Důkaz: Existence nějaké n-tice prvků z tělesa splňující rovnost výše je zajištěna z definice báze. Je tedy nutné jen ověřit její jednoznačnost. Pro spor tedy předpokládejme existenci ještě jiné n-tice prvků {\displaystyle \scriptstyle (\beta _{1},\ldots ,\beta _{n})}, splňující tentýž vztah. Platí tedy {\displaystyle \scriptstyle {\vec {x}}=\sum _{i=1}^{n}\alpha _{i}{\vec {x}}_{i}=\sum _{i=1}^{n}\beta _{i}{\vec {x}}_{i}}. Neboli {\displaystyle \scriptstyle {\vec {0}}=\sum _{i=1}^{n}\alpha _{i}{\vec {x}}_{i}-\sum _{i=1}^{n}\beta _{i}{\vec {x}}_{i}=\sum _{i=1}^{n}(\alpha _{i}-\beta _{i}){\vec {x}}_{i}}. Protože je ale soubor {\displaystyle \scriptstyle {\vec {x}}_{1},\ldots ,{\vec {x}}_{n}} lineárně nezávislý, musí být všechny koeficienty {\displaystyle \scriptstyle \alpha _{i}-\beta _{i}} rovny nule. To jest {\displaystyle \scriptstyle \alpha _{i}=\beta _{i}} pro všechna {\displaystyle \scriptstyle i\in \{1,\ldots ,n\}}, což je spor s předpokladem.

## Souřadnicová zobrazení

### Souřadnicový izomorfizmus
Jak jsme viděli v oddíle Jednoznačnost vyjádření, tak pro každý vektor konečněrozměrného vektorového prostoru {\displaystyle \scriptstyle V_{n}} s danou n-člennou bází existuje právě jedna n-tice prvků z tělesa {\displaystyle \scriptstyle T}, jeho souřadnice. Máme tak definováno zobrazení z vektorového prostoru {\displaystyle \scriptstyle V_{n}} do množiny {\displaystyle \scriptstyle T^{n}}, které každému vektoru z {\displaystyle \scriptstyle V} přiřadí jeho souřadnice v dané bázi. Toto zobrazení se nazývá souřadnicový izomorfizmus (přidružený k dané bázi), označme si ho jako {\displaystyle \scriptstyle A}. Platí tedy, že {\displaystyle \scriptstyle A:V_{n}\to T^{n}}, a explicitně vyjádřeno
{\displaystyle A({\vec {x}})=A{\Big (}\sum _{i=1}^{n}\alpha _{i}{\vec {x}}_{i}{\Big )}=(\alpha _{1},\ldots ,\alpha _{n}).}
Izomorfizmus je v kontextu lineární algebry přitom lineární bijektivní zobrazení. Měli bychom tedy nejdříve ověřit, že dané zobrazení tyto vlastnosti skutečně splňuje. Pro libovolné vektory
{\displaystyle {\vec {x}}=\sum _{i=1}^{n}\alpha _{i}{\vec {x}}_{i},\quad {\vec {y}}=\sum _{i=1}^{n}\beta _{i}{\vec {x}}_{i}}
zjevně platí, že jejich součet má souřadnice rovné součtům souřadnic a podobně jejich násobek má souřadnice rovné násobku souřadnic. Neboli
{\displaystyle {\vec {x}}+{\vec {y}}=\sum _{i=1}^{n}(\alpha _{i}+\beta _{i}){\vec {x}}_{i},\quad \alpha {\vec {x}}=\sum _{i=1}^{n}(\alpha \alpha _{i}){\vec {x}}_{i},}
kde {\displaystyle \scriptstyle \alpha \in T}. Platí tedy vztahy {\displaystyle \scriptstyle A({\vec {x}}+{\vec {y}})=A({\vec {x}})+A({\vec {y}})} a {\displaystyle \scriptstyle A(\alpha {\vec {x}})=\alpha A({\vec {x}})} a můžeme tak uzavřít, že {\displaystyle \scriptstyle A} je lineární zobrazení. Je též snadné nahlédnout, že pro každou n-tici prvků z {\displaystyle \scriptstyle T} najdeme vektor z {\displaystyle \scriptstyle V_{n}}, jehož souřadnice jsou rovny právě této n-tici. Navíc je tento vektor zřejmě určen jednoznačně. Zobrazení {\displaystyle \scriptstyle A} je tak prosté a na a my jsme dokázali, že se jedná o izomorfizmus.

### Souřadnicový funkcionál
Pokud nás zajímá jen souřadnice odpovídající jednomu konkrétnímu bazickému vektoru, můžeme si definovat zobrazení, které vektoru přiřazuje právě jen tuto souřadnici. Řekněme, že ve vektorovém prostoru {\displaystyle \scriptstyle V_{n}} konečné dimenze definovaném nad tělesem {\displaystyle \scriptstyle T} máme bázi {\displaystyle \scriptstyle {\vec {x}}_{1},\ldots ,{\vec {x}}_{n}} a zajímá nás nyní j-tá souřadnice vektorů z {\displaystyle \scriptstyle V_{n}} ve zmíněné bázi, kde {\displaystyle \scriptstyle j\in \{1,\ldots ,n\}}. Pak lze definovat zobrazení {\displaystyle \scriptstyle \varphi _{j}:V_{n}\to T}, které každému vektoru {\displaystyle \scriptstyle {\vec {x}}\in V_{n}} přiřadí jeho j-tou souřadnici. Tomuto zobrazení se říká (j-tý) souřadnicový funkcionál v bázi {\displaystyle \scriptstyle {\vec {x}}_{1},\ldots ,{\vec {x}}_{n}}. Platí tedy
{\displaystyle \varphi _{j}({\vec {x}})=\varphi _{j}{\Big (}\sum _{i=1}^{n}\alpha _{i}{\vec {x}}_{i}{\Big )}=\alpha _{j}.}
Funkcionál je obecně zobrazení zobrazující z vektorového prostoru do jeho tělesa. Naprosto analogicky případu pro souřadnicový izomorfizmus bychom ukázali, že souřadnicový funkcionál je lineární zobrazení. Platí i pěkný vztah
{\displaystyle \varphi _{j}({\vec {x}}_{k})=\delta _{jk},}
kde {\displaystyle \scriptstyle \varphi _{j}} je j-tý souřadnicový funkcionál pro bázi {\displaystyle \scriptstyle {\vec {x}}_{1},\ldots ,{\vec {x}}_{n}}, vektor {\displaystyle \scriptstyle {\vec {x}}_{k}} je k-tý bazický vektor a {\displaystyle \scriptstyle \delta _{jk}} je Kroneckerovo delta. Tento vztah plyne ihned z definice souřadnicového funkcionálu, uvědomíme-li si, že platí {\displaystyle \scriptstyle {\vec {x}}_{k}=\sum _{i=1}^{n}\delta _{ik}{\vec {x}}_{i}}.
Souřadnicové funkcionály mají i tu vlastnost, že tvoří bázi duálního prostoru k vektorovému prostoru {\displaystyle \scriptstyle V_{n}}. Každý vektor z {\displaystyle \scriptstyle V_{n}} lze totiž psát ve tvaru
{\displaystyle {\vec {x}}=\sum _{i=1}^{n}\varphi _{i}({\vec {x}}){\vec {x}}_{i}.}
Máme-li nyní libovolný lineární funkcionál {\displaystyle \scriptstyle h} z duálního prostoru {\displaystyle \scriptstyle V^{\#}}, tak jeho působení na libovolný vektor {\displaystyle \scriptstyle {\vec {x}}} můžeme vyjádřit ve tvaru
{\displaystyle h({\vec {x}})=h{\Big (}\sum _{i=1}^{n}\varphi _{i}({\vec {x}}){\vec {x}}_{i}{\Big )}=\sum _{i=1}^{n}\varphi _{i}({\vec {x}})h({\vec {x}}_{i}).}
Nezajímá-li nás nyní konkrétní vektor {\displaystyle \scriptstyle {\vec {x}}}, ale tvar samotného zobrazení, tak můžeme shrnout
{\displaystyle h=\sum _{i=1}^{n}h({\vec {x}}_{i})\varphi _{i}.}
Výrazy {\displaystyle \scriptstyle h({\vec {x}}_{i})} jsou totiž nyní prvky z tělesa a máme tak funkcionál {\displaystyle \scriptstyle h} vyjádřen jako lineární kombinaci souřadnicových funkcionálů. Lineární funkcionály tedy generují duální prostor. Dokažme si ještě jejich lineární nezávislost. Za tím účelem uvažujme jejich obecnou lineární kombinaci dávající nulový vektor, nulový funkcionál
{\displaystyle \sum _{i=1}^{n}\alpha _{i}\varphi _{i}=0.}
Na pravé straně rovnosti je zobrazení, které každému vektoru přiřadí nulový prvek z tělesa. Abychom dokázali lineární nezávislost souboru lineárních funkcionálů, musíme ukázat, že každý koeficient {\displaystyle \scriptstyle \alpha _{i}} je nulový. To ale není těžké dokázat, pokud do vztahu výše dosadíme bazické vektory. Pro j-tý bazický vektor je pravá strana nulová, zatímco na levé straně dostaneme
{\displaystyle \sum _{i=1}^{n}\alpha _{i}\varphi _{i}({\vec {x}}_{j})=\sum _{i=1}^{n}\alpha _{i}\delta _{ij}=\alpha _{j}.}
Vidíme tak, že koeficient {\displaystyle \scriptstyle \alpha _{j}} je nulový. Stejně bychom postupovali i pro zbylé koeficienty. Dokázali jsme tak lineární nezávislost a můžeme shrnout, že soubor lineárních funkcionálů je bází duálního prostoru k prostoru {\displaystyle \scriptstyle V_{n}}.

## Přechod mezi bázemi
Jak již bylo zmíněno, v nenulovém vektorovém prostoru lze nalézt více bází. V nenulových komplexních vektorových prostorech konečné dimenze je těchto bází dokonce nekonečně mnoho. Vždy totiž můžu libovolný vektor báze vynásobit nějakým nenulovým číslem. Lineární nezávislost ani schopnost souboru generovat prostor to nezmění, dostávám tak jinou, lehce odlišnou bázi. Protože je čísel nekonečně mnoho, mohu takto obdržet nekonečně mnoho bází. Pro práci s vektory se hodí různé báze v závislosti na úloze, je tedy velmi užitečné najít jednoduchý způsob, jak vektory vyjádřené souřadnicemi v jedné bázi vyjádřit pomocí souřadnic v bázi druhé. Za tímto účelem se zavádí matice přechodu mezi bázemi. Pokud si souřadnice daného vektoru narovnáme do sloupce, tak souřadnice téhož vektoru v nové bázi získáme tak, že tento sloupec zleva vynásobíme maticí přechodu.

### Matice přechodu – úvod
Ukažme si nejprve, jak se k matici přechodu dospěje a pak si uveďme formální definici. Pro konkrétnost nechť {\displaystyle \scriptstyle X=\{{\vec {x}}_{1},\ldots ,{\vec {x}}_{n}\}} a {\displaystyle \scriptstyle Y=\{{\vec {y}}_{1},\ldots ,{\vec {y}}_{n}\}} jsou dvě různé báze prostoru {\displaystyle \scriptstyle V_{n}}. Vektory jedné báze tak lze vyjádřit jako lineární kombinace vektorů druhé báze jako
{\displaystyle {\vec {y}}_{i}=\sum _{j=1}^{n}\gamma _{ij}{\vec {x}}_{j}.}
Máme-li tedy libovolný vektor {\displaystyle \scriptstyle {\vec {x}}} z prostoru {\displaystyle \scriptstyle V_{n}}, lze tento napsat jednak v bázi {\displaystyle \scriptstyle X} ve tvaru {\displaystyle \scriptstyle {\vec {x}}=\sum _{j=1}^{n}\alpha _{j}{\vec {x}}_{j}}, jednak v bázi {\displaystyle \scriptstyle Y} ve tvaru {\displaystyle \scriptstyle {\vec {x}}=\sum _{i=1}^{n}\beta _{i}{\vec {y}}_{i}}. Platí tedy, že
{\displaystyle {\vec {x}}=\sum _{i=1}^{n}\beta _{i}{\vec {y}}_{i}=\sum _{i=1}^{n}\beta _{i}\left(\sum _{j=1}^{n}\gamma _{ij}{\vec {x}}_{j}\right)=\sum _{i=1}^{n}\sum _{j=1}^{n}\beta _{i}\gamma _{ij}{\vec {x}}_{j}=\sum _{j=1}^{n}\left(\sum _{i=1}^{n}\beta _{i}\gamma _{ij}\right){\vec {x}}_{j}=\sum _{j=1}^{n}\alpha _{j}{\vec {x}}_{j}.}
Protože je vyjádření vektoru {\displaystyle \scriptstyle {\vec {x}}} v libovolné bázi jednoznačné, viz oddíl Jednoznačnost vyjádření, musí se rovnat koeficienty v posledních dvou výrazech a dostáváme tak
{\displaystyle \alpha _{j}=\sum _{j=1}^{n}\beta _{i}\gamma _{ij}.}
Tento vztah lze zapsat maticově ve tvaru
{\displaystyle {\vec {\alpha }}={}_{X}P_{Y}\,{\vec {\beta }},}
kde {\displaystyle \scriptstyle {\vec {\alpha }}=(\alpha _{1},\ldots ,\alpha _{n})}, {\displaystyle \scriptstyle {\vec {\beta }}=(\beta _{1},\ldots ,\beta _{n})} a {\displaystyle \scriptstyle {}_{\mathcal {X}}P_{\mathcal {Y}}} je tzv. matice přechodu, jejíž prvky jsou {\displaystyle \scriptstyle ({}_{\mathcal {X}}P_{\mathcal {Y}})_{ij}=\gamma _{ij}}.

### Matice přechodu – definice
Uveďme si nyní definici matice přechodu. Nechť {\displaystyle \scriptstyle V_{n}} je vektorový prostor konečné dimenze {\displaystyle \scriptstyle n} definovaný nad tělesem {\displaystyle \scriptstyle T}. Nechť {\displaystyle \scriptstyle X=\{{\vec {x}}_{1},\ldots ,{\vec {x}}_{n}\}} a {\displaystyle \scriptstyle Y=\{{\vec {y}}_{1},\ldots ,{\vec {y}}_{n}\}} jsou dvě různé báze tohoto prostoru. Pak matice přechodu {\displaystyle \scriptstyle _{X}P_{Y}} od báze {\displaystyle \scriptstyle X} k bázi {\displaystyle \scriptstyle Y} je matice z {\displaystyle \scriptstyle T^{n\times n}} splňující
{\displaystyle (_{X}P_{Y})_{ij}=\varphi _{i}({\vec {y}}_{j}),}
kde {\displaystyle \scriptstyle \varphi _{i}} jsou souřadnicové funkcionály přidružené k bázi {\displaystyle \scriptstyle X}. V matici přechodu je tedy v i-tém řádku a j-tém sloupci i-tá souřadnice bazického vektoru {\displaystyle \scriptstyle {\vec {y}}_{j}}, když ho popisujeme v bázi {\displaystyle \scriptstyle X}. Alternativně můžeme matici přechodu od báze X k bázi Y definovat jako matici zobrazení pro izomorfizmus, která je vyjádřena v bázích X a Y.
Mějme nyní vektor {\displaystyle \scriptstyle {\vec {a}}} z vektorového prostoru {\displaystyle \scriptstyle V_{n}} výše. Nechť {\displaystyle \scriptstyle (\alpha _{1},\ldots ,\alpha _{n})} jsou jeho souřadnice v bázi {\displaystyle \scriptstyle X} a {\displaystyle \scriptstyle (\beta _{1},\ldots ,\beta _{n})} jsou jeho souřadnice v bázi {\displaystyle \scriptstyle Y}. Pak platí
{\displaystyle {\begin{pmatrix}\,~&\,~&\,~\\\,~&_{X}P_{Y}&\,~\\\,~&\,~&\,~\end{pmatrix}}\cdot {\begin{pmatrix}\beta _{1}\\\vdots \\\beta _{n}\end{pmatrix}}={\begin{pmatrix}\alpha _{1}\\\vdots \\\alpha _{n}\end{pmatrix}}.}
Dokažme si nyní tento vztah. Důkaz bude v podstatě totožný s postupem, který jsme použili v předchozím oddíle. Víme, že platí {\displaystyle \scriptstyle {\vec {a}}=\sum _{i=1}^{n}\alpha _{i}{\vec {x}}_{i}=\sum _{i=1}^{n}\beta _{i}{\vec {y}}_{i}}. Protože stále pracujeme s tímtéž vektorovým prostorem, můžeme si vektory báze {\displaystyle \scriptstyle Y}, jako kterékoli jiné vektory, vyjádřit v bázi {\displaystyle \scriptstyle X}. Pro tyto vektory pak platí vztahy
{\displaystyle {\vec {y}}_{i}=\sum _{j=1}^{n}\varphi _{j}({\vec {y}}_{i}){\vec {x}}_{j},}
kde výraz {\displaystyle \scriptstyle \varphi _{j}({\vec {y}}_{i})} je poněkud komplikovanější způsob zápisu j-té souřadnice vektoru {\displaystyle \scriptstyle {\vec {y}}_{i}} v bázi {\displaystyle \scriptstyle X}. Když tento vztah dosadíme do vyjádření vektoru {\displaystyle \scriptstyle {\vec {a}}}, dostáváme
{\displaystyle {\vec {a}}=\sum _{i=1}^{n}\alpha _{i}{\vec {x}}_{i}=\sum _{i=1}^{n}\beta _{i}{\vec {y}}_{i}=\sum _{i=1}^{n}\beta _{i}\sum _{j=1}^{n}\varphi _{j}({\vec {y}}_{i}){\vec {x}}_{j}=\sum _{j=1}^{n}\sum _{i=1}^{n}\beta _{i}\varphi _{j}({\vec {y}}_{i}){\vec {x}}_{j}.}
Protože jsou indexy i a j sčítací, můžeme je bez následků přejmenovat. Přejmenujme tedy index i v sumě, která se nachází úplně vpravo ve výrazu výše, na k. Navíc přejmenujme ve stejném výrazu index j na i. Výraz za posledním rovnítkem výše tedy přejde do tvaru
{\displaystyle \sum _{i=1}^{n}\sum _{k=1}^{n}\beta _{k}\varphi _{i}({\vec {y}}_{k}){\vec {x}}_{i}=\sum _{i=1}^{n}{\Bigg (}\sum _{k=1}^{n}\beta _{k}\varphi _{i}({\vec {y}}_{k}){\Bigg )}{\vec {x}}_{i}.}
Při pohledu zpět na předchozí rovnosti vidíme, že tento poslední výraz je roven vektoru {\displaystyle \scriptstyle {\vec {a}}} a tedy i platí rovnost
{\displaystyle \sum _{i=1}^{n}\alpha _{i}{\vec {x}}_{i}=\sum _{i=1}^{n}{\Bigg (}\sum _{k=1}^{n}\beta _{k}\varphi _{i}({\vec {y}}_{k}){\Bigg )}{\vec {x}}_{i},}
odkud je hned vidět, že {\displaystyle \scriptstyle \alpha _{i}=\sum _{k=1}^{n}\beta _{k}\varphi _{i}({\vec {y}}_{k})}. Tento vztah ale není nic jiného, než definice násobení i-tého řádku matice s prvky {\displaystyle \scriptstyle \varphi _{i}({\vec {y}}_{k})} sloupcovým vektorem se složkami {\displaystyle \scriptstyle \beta _{k}}. Dokázali jsme tak vztah pro převod souřadnic vektoru z jedné báze do druhé.
Jednoduchý příklad na sestrojení matice přechodu pro vektorový prostor dimenze tři lze nalézt v oddíle Příklad 3 – Matice přechodu níže.

## Příklady

### Příklad 1 – Standardní báze
Jak bylo výše v oddíle Standardní báze uvedeno, vypišme si tvary standardních bází pro různé vektorové prostory.

#### Aritmetické vektory
V prostoru aritmetických vektorů, tj. uspořádaných n-tic čísel, se za standardní bázi označuje množina tvaru
{\displaystyle {\Bigg \{}{\begin{pmatrix}1\\0\\0\\\vdots \\0\\0\end{pmatrix}},\,{\begin{pmatrix}0\\1\\0\\\vdots \\0\\0\end{pmatrix}},\,{\begin{pmatrix}0\\0\\1\\\vdots \\0\\0\end{pmatrix}},\,\ldots ,\,{\begin{pmatrix}0\\0\\0\\\vdots \\1\\0\end{pmatrix}},\,{\begin{pmatrix}0\\0\\0\\\vdots \\0\\1\end{pmatrix}}{\Bigg \}}.}
Není těžké ukázat, že tato množina skutečně tvoří bázi. Například v prostoru uspořádaných trojic čísel je možné každý vektor rozepsat způsobem
{\displaystyle {\begin{pmatrix}a\\b\\c\end{pmatrix}}=a\,{\begin{pmatrix}1\\0\\0\end{pmatrix}}+b\,{\begin{pmatrix}0\\1\\0\end{pmatrix}}+c\,{\begin{pmatrix}0\\0\\1\end{pmatrix}}.}
Lineární nezávislost by šla ověřit stejným způsobem. Místo trojic jsme samozřejmě mohli vzít libovolný rozměr n-tic.

#### Posloupnosti
Přímým zobecněním standardní báze prostorů uspořádaných n-tic čísel je standardní báze prostoru číselných posloupností, která je tvořena posloupnostmi tvaru
{\displaystyle {\begin{aligned}(e_{1})_{i=1}^{\infty }&=&(1,0,0,\ldots ,0,\ldots ),\\(e_{2})_{i=1}^{\infty }&=&(0,1,0,\ldots ,0,\ldots ),\\(e_{3})_{i=1}^{\infty }&=&(0,0,1,\ldots ,0,\ldots ),\\&\vdots &\\(e_{j})_{i=1}^{\infty }&=&(0,0,0,\ldots ,1,\ldots ),\\&\vdots &\\\end{aligned}}}
V kompaktnějším tvaru pak lze libovolnou posloupnost ze standardní báze zapsat jako
{\displaystyle (e_{j})_{i}=\delta _{ij}\quad {\text{ pro }}j{\text{-tou posloupnost a její }}i{\text{-tý prvek}},}
kde symbol {\displaystyle \scriptstyle \delta _{ij}} označuje Kroneckerovo delta.

#### Matice
Podobně jako pro aritmetické vektory je možné definovat standardní bázi i pro matice (čísel), tj. {\displaystyle \scriptstyle \mathbb {C} ^{n\times m}}, kde {\displaystyle \scriptstyle n,m\in \mathbb {N} }. Například prostor {\displaystyle \scriptstyle \mathbb {C} ^{3\times 2}} má standardní bázi tvořenou vektory
{\displaystyle {\begin{pmatrix}1&0\\0&0\\0&0\end{pmatrix}},\,{\begin{pmatrix}0&1\\0&0\\0&0\end{pmatrix}},\,{\begin{pmatrix}0&0\\1&0\\0&0\end{pmatrix}},\,{\begin{pmatrix}0&0\\0&1\\0&0\end{pmatrix}},\,{\begin{pmatrix}0&0\\0&0\\1&0\end{pmatrix}},\,{\begin{pmatrix}0&0\\0&0\\0&1\end{pmatrix}}.}
Analogicky bychom obdrželi standardní báze i pro matice jiných rozměrů.

#### Polynomy
V prostoru polynomů {\displaystyle \scriptstyle {\mathcal {P}}} se za standardní bázi označuje množina funkcí tvaru
{\displaystyle \{1,t,t^{2},t^{3},t^{4},\ldots \},}
kde symbol 1 je nutno chápat jako funkci, která nezávisle proměnné přiřadí jedničku. Pokud uvažujeme vektorový prostor polynomů stupně nejvýše n-1, pak je standardní báze takovéhoto prostoru rovna množině
{\displaystyle \{1,t,t^{2},t^{3},\ldots ,t^{n-1}\}.}
Tento prostor má dimenzi n a označuje se obvykle jako {\displaystyle \scriptstyle {\mathcal {P}}_{n}}.

### Příklad 2 – Aritmetické vektory
V předchozím příkladě jsme ukázali jeden z příkladů báze aritmetických vektorových prostorů. V každém nenulovém (komplexním) vektorovém prostoru (konečné dimenze) ale můžeme zavést bází nekonečně mnoho. Mějme příklad vektorového prostoru {\displaystyle \scriptstyle \mathbb {R} ^{3}}. Jednou z jeho bází je i množina tvořená vektory
{\displaystyle {\begin{pmatrix}1\\-1\\0\end{pmatrix}},\quad {\begin{pmatrix}1\\1\\0\end{pmatrix}},\quad {\begin{pmatrix}0\\0\\1\end{pmatrix}}.}
Tato báze je dokonce ortogonální, když v prostoru {\displaystyle \scriptstyle \mathbb {R} ^{3}} uvažujeme skalární součin {\displaystyle \scriptstyle ({\vec {x}},{\vec {y}})=x_{1}\cdot y_{1}+x_{2}\cdot y_{2}+x_{3}\cdot y_{3}.} Pokud všechny tři vektory znormalizujeme, tj. vydělíme jejich (Euklidovou) normou, tak dostáváme jednu z možných ortonormálních bází prostoru {\displaystyle \scriptstyle \mathbb {R} ^{3}} tvaru
{\displaystyle {\frac {1}{\sqrt {2}}}\,{\begin{pmatrix}1\\-1\\0\end{pmatrix}},\quad {\frac {1}{\sqrt {2}}}\,{\begin{pmatrix}1\\1\\0\end{pmatrix}},\quad {\begin{pmatrix}0\\0\\1\end{pmatrix}}.}

### Příklad 3 – Matice přechodu
Uvažujme vektorový prostor {\displaystyle \scriptstyle \mathbb {R} ^{3}} z předchozího příkladu, jeho standardní bázi, kterou si označíme {\displaystyle \scriptstyle {\mathcal {S}}}, a jeho ortonormální bázi z předchozího příkladu, kterou si označíme jako {\displaystyle \scriptstyle {\mathcal {O}}}. Sestrojíme nyní matici přechodu z jedné báze do druhé. Uvažujme proto obecný vektor {\displaystyle \scriptstyle {\vec {x}}}, který má ve standardní bázi souřadnice {\displaystyle \scriptstyle (a,b,c)}. Platí tedy
{\displaystyle {\vec {x}}=a\,{\begin{pmatrix}1\\0\\0\end{pmatrix}}+b\,{\begin{pmatrix}0\\1\\0\end{pmatrix}}+c\,{\begin{pmatrix}0\\0\\1\end{pmatrix}}={\begin{pmatrix}a\\b\\c\end{pmatrix}}.}
Zároveň ale chceme vektor {\displaystyle \scriptstyle {\vec {x}}} nakombinovat z vektorů druhé báze, tj. chceme najít koeficienty {\displaystyle \scriptstyle k,l,m} takové, aby platilo
{\displaystyle {\vec {x}}={\begin{pmatrix}a\\b\\c\end{pmatrix}}=k\,{\frac {1}{\sqrt {2}}}\,{\begin{pmatrix}1\\-1\\0\end{pmatrix}}+l\,{\frac {1}{\sqrt {2}}}\,{\begin{pmatrix}1\\1\\0\end{pmatrix}}+m\,{\begin{pmatrix}0\\0\\1\end{pmatrix}}={\begin{pmatrix}k\,{\frac {1}{\sqrt {2}}}+l\,{\frac {1}{\sqrt {2}}}\\-k\,{\frac {1}{\sqrt {2}}}+l\,{\frac {1}{\sqrt {2}}}\\m\end{pmatrix}}}
Jsme-li trochu zběhlí v násobení matice sloupcovým vektorem, můžeme si hned všimnout, že lze poslední výraz přepsat do tvaru
{\displaystyle {\begin{pmatrix}{\frac {1}{\sqrt {2}}}&{\frac {1}{\sqrt {2}}}&0\\-{\frac {1}{\sqrt {2}}}&{\frac {1}{\sqrt {2}}}&0\\0&0&1\\\end{pmatrix}}\cdot {\begin{pmatrix}k\\l\\m\end{pmatrix}},}
kde sloupcový vektor vpravo představuje souřadnice vektoru {\displaystyle \scriptstyle {\vec {x}}} v bázi {\displaystyle \scriptstyle {\mathcal {O}}}. Spočetli jsme tak, že matice přechodu od báze {\displaystyle \scriptstyle {\mathcal {S}}} k bázi {\displaystyle \scriptstyle {\mathcal {O}}} je rovna
{\displaystyle _{\mathcal {S}}P_{\mathcal {O}}={\begin{pmatrix}{\frac {1}{\sqrt {2}}}&{\frac {1}{\sqrt {2}}}&0\\-{\frac {1}{\sqrt {2}}}&{\frac {1}{\sqrt {2}}}&0\\0&0&1\\\end{pmatrix}}.}
Pokud nejsme tak zběhlí v násobení matic, můžeme při hledání matice přechodu vyjít z její definice. Vyjádříme si tedy vektory z báze {\displaystyle \scriptstyle {\mathcal {O}}} pomocí vektorů z báze {\displaystyle \scriptstyle {\mathcal {S}}}. Dostaneme
{\displaystyle {\vec {x}}_{1}\equiv {\frac {1}{\sqrt {2}}}\,{\begin{pmatrix}1\\-1\\0\end{pmatrix}}={\frac {1}{\sqrt {2}}}\,{\begin{pmatrix}1\\0\\0\end{pmatrix}}-{\frac {1}{\sqrt {2}}}\,{\begin{pmatrix}0\\1\\0\end{pmatrix}}={\frac {1}{\sqrt {2}}}\,{\vec {e}}_{1}-{\frac {1}{\sqrt {2}}}\,{\vec {e}}_{2},}
{\displaystyle {\vec {x}}_{2}\equiv {\frac {1}{\sqrt {2}}}\,{\begin{pmatrix}1\\1\\0\end{pmatrix}}={\frac {1}{\sqrt {2}}}\,{\begin{pmatrix}1\\0\\0\end{pmatrix}}+{\frac {1}{\sqrt {2}}}\,{\begin{pmatrix}0\\1\\0\end{pmatrix}}={\frac {1}{\sqrt {2}}}\,{\vec {e}}_{1}+{\frac {1}{\sqrt {2}}}\,{\vec {e}}_{2},}
{\displaystyle {\vec {x}}_{3}\equiv {\begin{pmatrix}0\\0\\1\end{pmatrix}}={\vec {e}}_{3},}
kde jsme jako {\displaystyle \scriptstyle {\vec {x}}_{1},{\vec {x}}_{2},{\vec {x}}_{3}} označili vektory báze {\displaystyle \scriptstyle {\mathcal {O}}} a jako {\displaystyle \scriptstyle {\vec {e}}_{1},{\vec {e}}_{2},{\vec {e}}_{3}} jsme označili vektory báze {\displaystyle \scriptstyle {\mathcal {S}}}. Platí tedy následující vztahy, kde {\displaystyle \scriptstyle \varphi _{i}({\vec {x}}_{j})} označuje i-tou souřadnici vektoru {\displaystyle \scriptstyle {\vec {x}}_{j}} v bázi {\displaystyle \scriptstyle {\mathcal {S}}}
{\displaystyle \varphi _{1}({\vec {x}}_{1})={\frac {1}{\sqrt {2}}},\quad \varphi _{2}({\vec {x}}_{1})=-{\frac {1}{\sqrt {2}}},\quad \varphi _{3}({\vec {x}}_{1})=0,}
{\displaystyle \varphi _{1}({\vec {x}}_{2})={\frac {1}{\sqrt {2}}},\quad \varphi _{2}({\vec {x}}_{2})={\frac {1}{\sqrt {2}}},\quad \varphi _{3}({\vec {x}}_{2})=0,}
{\displaystyle \varphi _{1}({\vec {x}}_{3})=0,\quad \varphi _{2}({\vec {x}}_{3})=0,\quad \varphi _{3}({\vec {x}}_{3})=1.}
Když tyto hodnoty uspořádáme do matice dle definice, obdržíme matici přechodu vyobrazenou výše. (Pozor na indexy řádků a sloupců.)

### Příklad 4 – Závislost na tělese
Podobně jako v příkladu 2 článku Dimenze vektorového prostoru si nyní ilustrujme závislost báze vektorového prostoru na zvoleném tělese, jak je diskutováno výše v oddíle Závislost na tělese. Berme nejprve množinu komplexních čísel {\displaystyle \scriptstyle \mathbb {C} } jako vektorový prostor nad tělesem komplexních čísel. V takovém případě je zjevně dimenze tohoto prostoru rovna jedničce a za jeho bázi si můžu vzít libovolné nenulové komplexní číslo.
Pokud však chápeme tutéž množinu vektorů {\displaystyle \scriptstyle \mathbb {C} } jako vektorový prostor nad tělesem reálných čísel, tak dimenze tohoto prostoru je {\displaystyle \scriptstyle \dim _{\mathbb {R} }(\mathbb {C} )=2} a situace začíná být lehce komplikovanější. Obecné komplexní číslo totiž můžeme zapisovat ve tvaru {\displaystyle \scriptstyle a+\mathrm {i} b}, kde {\displaystyle \scriptstyle a} a {\displaystyle \scriptstyle b} jsou reálná čísla. Z tohoto pohledu tedy lze komplexní čísla chápat jako uspořádané dvojice reálných čísel. Za bazické vektory vektorového prostoru {\displaystyle \scriptstyle \mathbb {C} } nad tělesem {\displaystyle \scriptstyle \mathbb {R} } pak můžeme vzít například číslo 1 a imaginární jednotku i. V jazyce uspořádaných dvojic by tato volba odpovídala dvojici vektorů (1,0) a (0,1). Nyní už totiž číslo i není součástí tělesa (reálných čísel) a kvůli němu nám dimenze vzrostla z jedničky na dvojku.

### Příklad 5 – L2
Krom obyčejných bází ve vektorových prostorech můžeme brát v úvahu i báze ortonormální. Tyto báze přitom mohou v nekonečněrozměrných prostorech nabývat poněkud komplikovaných forem. Jako příklad nekonečněrozměrného Hilbertova prostoru uvažujme Hilbertův prostor {\displaystyle \scriptstyle L^{2}(0,2\pi )} kvadraticky integrabilních funkcí definovaných na intervalu {\displaystyle \scriptstyle (0,2\pi )}. Lze ukázat, že množina funkcí tvaru
{\displaystyle f_{k}(x)={\frac {1}{\sqrt {2\pi }}}\cdot e^{\mathrm {i} kx},}
kde index {\displaystyle \scriptstyle k} probíhá množinu celých čísel {\displaystyle \scriptstyle \mathbb {Z} }, je ortonormální báze tohoto prostoru. Této bázi se říká trigonometrická báze prostoru {\displaystyle \scriptstyle L^{2}(0,2\pi )}.
Jako další příklad si uveďme Hilbertův prostor {\displaystyle \scriptstyle L^{2}(-1,1)} kvadraticky integrabilních funkcí definovaných na intervalu (-1,1). O něm lze zase ukázat, že jedna z jeho ortonormálních bází je množina tvořená funkcemi tvaru
{\displaystyle f_{l}(x)={\sqrt {l+{\frac {1}{2}}}}\cdot P_{l}(x),\quad {\text{kde}}\quad P_{l}(x)={\frac {1}{2^{l}l!}}{\frac {\mathrm {d} ^{l}}{\mathrm {d} x^{l}}}(x^{2}-1)^{l}}
jsou Legendrovy polynomy a kde {\displaystyle \scriptstyle l\in \{0,1,2,\ldots \}}.